# Читак
Читак (на турски: Çatak) е село в Мала Азия, Турция, Вилает Балъкесир.

## История
В 19 век Читак е едно от селата на малоазийските българи.
При избухването на Балканската война в 1912 година двама души от Читак са доброволци в Македоно-одринското опълчение.

## Личности
Родени в Читак
- Анастас Василев, македоно-одрински опълченец, 3 отделение, Скеченска чета на Н. Андреев[3]
- Анастас Томов, македоно-одрински опълченец, четата на Кръстьо Българията[4]